# Giuseppe Mazzini
Giuseppe Mazzini (UK: /mætˈsiːni/, US: /mɑːtˈ-, mɑːdˈziːni/, tiếng Ý: [dʒuˈzɛppe matˈtsiːni]; 22 tháng 6 năm 1805 – 10 tháng 3 năm 1872) là một chính trị gia người Ý, nhà báo, nhà hoạt động vì sự thống nhất nước Ý (Risorgimento) và là người dẫn đầu phong trào cách mạng Ý. Những nỗ lực của ông đã giúp mang lại một nước Ý độc lập và thống nhất thay vì bị phân mảnh thành nhiều nhà nước riêng biệt, nhiều nhà nước trên Bán đảo Ý bị thống trị bởi các thế lực nước ngoài, tồn tại cho đến thế kỷ XIX. Là một người theo chủ nghĩa dân tộc Ý theo Chủ nghĩa cấp tiến cổ điển và là người đề xướng chủ nghĩa cộng hòa lấy cảm hứng từ dân chủ xã hội, Mazzini đã giúp xác định phong trào châu Âu hiện đại vì nền dân chủ phổ biến ở một quốc gia cộng hòa.
Suy nghĩ của Mazzini có ảnh hưởng rất đáng kể đến các phong trào cộng hòa ở Ý và châu Âu, trong Hiến pháp Ý, về chủ nghĩa châu Âu và mang nhiều sắc thái hơn đối với nhiều chính trị gia thời kỳ sau, trong số đó có tổng thống Mỹ Woodrow Wilson và thủ tướng Anh David Lloyd George cũng như các nhà lãnh đạo hậu thuộc địa như Mahatma Gandhi, Veer Savarkar, Golda Meir, David Ben-Gurion, Kwame Nkrumah, Jawaharlal Nehru và Sun Yat-sen.

## Works
- Warfare Against  (1825)
- On Nationality (1852)
- The Duties of Man and Other Essays (1860). J.M. Dent & Sons, London, 1907 ISBN 1596052198.
- A Cosmopolitanism of Nations: Giuseppe Mazzini's Writings on Democracy, Nation Building, and International Relations Recchia, Stefano, and Urbinati, Nadia, editors. Princeton University Press, 2009.

### Bài viết
- "Is it Revolt or a Revolution?" in Tait's Edinburgh Magazine, June 1840, pp. 385–390